# Tuwajni
Tuwajni (arab. تويني) – miejscowość w Syrii, w muhafazie Hama. W 2004 roku liczyła 2304 mieszkańców.